# Maria Reumert Gjerding
Maria Reumert Gjerding (nascida a 3 de agosto de 1978, em Copenhaga) é uma política dinamarquesa, presidente da Sociedade Dinamarquesa para a Conservação da Natureza. Ela foi membro do Folketing pelo partido Aliança Vermelha e Verde de 2015 a 2018.

## Carreira política
Gjerding foi eleita para o parlamento da Dinamarca nas eleições de 2015, nas quais recebeu 2.287 votos. A 8 de abril de 2018 renunciou ao cargo após ter sido escolhida como presidente da Sociedade Dinamarquesa para a Conservação da Natureza. O seu assento no parlamento foi assumido por Øjvind Vilsholm.